# Calci chlorat
Calci chlorat là muối calci của acid chloric, với công thức hóa học Ca(ClO3)2, khối lượng phân tử là 206,98 g/mol, nhiệt độ nóng chảy là 325 °C và khối lượng riêng là 2,71 g/cm³. Giống như các muối chlorat khác, nó là một chất oxy hóa mạnh. Calci chlorat là chất kết tinh trắng, tan trong nước. Nó tạo thành một hỗn hợp rất dễ cháy với các vật liệu dễ cháy và hỗn hợp này có thể nổ nếu vật liệu dễ cháy được phân chia mịn. Hỗn hợp có thể bị cháy bởi ma sát. Khi calci chlorat tiếp xúc với acid sulfuric mạnh có thể gây cháy hoặc nổ. Ngoài ra, hỗn hợp với muối amoni, kim loại dạng bột, silic, lưu huỳnh, hoặc sulfide cũng dễ bị bốc cháy và dễ nổ.

## Sản xuất
Calci chlorat được sản xuất bằng cách dẫn khí chlor qua dung dịch calci hydroxide nóng trong nước, tạo ra calci chlorat và calci chloride:
6Ca(OH)2 + 6Cl2 → Ca(ClO3)2 + 5CaCl2 + 6H2O
Đây cũng là bước đầu tiên của quá trình Liebig dùng để sản xuất kali chlorat. Theo lý thuyết, điện phân của dung dịch calci chloride nóng sẽ tạo ra muối chlorat, tương tự như quá trình được sử dụng để sản xuất natri chlorat. Trong thực tế, việc điện phân rất phức tạp bởi calci hydroxide lắng đọng trên cathode.

## Ứng dụng
Calci chlorat đã được sử dụng làm thuốc diệt cỏ, tương tự như natri chlorat.
Calci chlorat đôi khi được sử dụng trong pháo hoa với vai trò là chất oxy hóa và chất màu hồng của ngọn lửa. Ngoài ra nó còn được sử dụng trong máy ảnh.

## Phản ứng
Khi cho dung dịch calci chlorat đặc tác dụng với dung dịch kali chloride đặc lạnh, sẽ có kết tủa kali chlorat:
Ca(ClO3)2 + 2KCl → 2KClO3 + CaCl2
Đây là bước thứ hai của quá trình Liebig dùng để sản xuất kali chlorat.
Dung dịch calci chlorat phản ứng với dung dịch kiềm carbonat để tạo ra kết tủa calci carbonat và dung dịch kiềm chlorat:
Ca(ClO3)2 + Na2CO3 → 2NaClO3 + CaCO3
Khi gia nhiệt mạnh, calci chlorat phân hủy thành oxy và calci chloride:
Ca(ClO3)2 → CaCl2 + 3O2
Dung dịch calci chlorat và acid sulfuric pha loãng phản ứng với nhau để tạo thành kết tủa calci sulfat và acid chloric trong dung dịch:
Ca(ClO3)2 + H2SO4 → 2HClO3 + CaSO4